# Nyctosaurus
Nyctosaurus is een geslacht van uitgestorven pterosauriër, behorend tot de Pterodactyloidea, dat tijdens het Krijt leefde in het gebied van het huidige Noord-Amerika.

## Vondst en naamgevingsgeschiedenis

### Nyctosaurus gracilis
In 1876 benoemde de Amerikaanse paleontoloog Othniel Charles Marsh, fossiel materiaal van de Smoky Hill River-vindplaats in het Coniacien-Campanien van West-Kansas, holotype YPM 1178, als Nyctosaurus gracilis. Het holotype was gevonden in mariene afzettingen van de Niobraraformatie. De geslachtsnaam betekent 'nachtreptiel', de soortaanduiding 'lichtgebouwd'. Eerder datzelfde jaar had hij het benoemd als een Pteranodon gracilis wat dus de typesoort is. Marsh gaf geen etymologie van de naam; het is wel vermoed dat die verwees naar de vleermuizen. Marsh had goede contacten met Duitse onderzoekers die pterosauriërs — naar wij nu weten correct — zagen als warmbloedige en behaarde vormen. In 1881 dacht Marsh ten onrechte dat de naam Nyctosaurus al bezet was en zo kreeg de soort tot diep in de twintigste eeuw de naam Nyctodactylus die dus in feite een jonger synoniem is van Nyctosaurus.

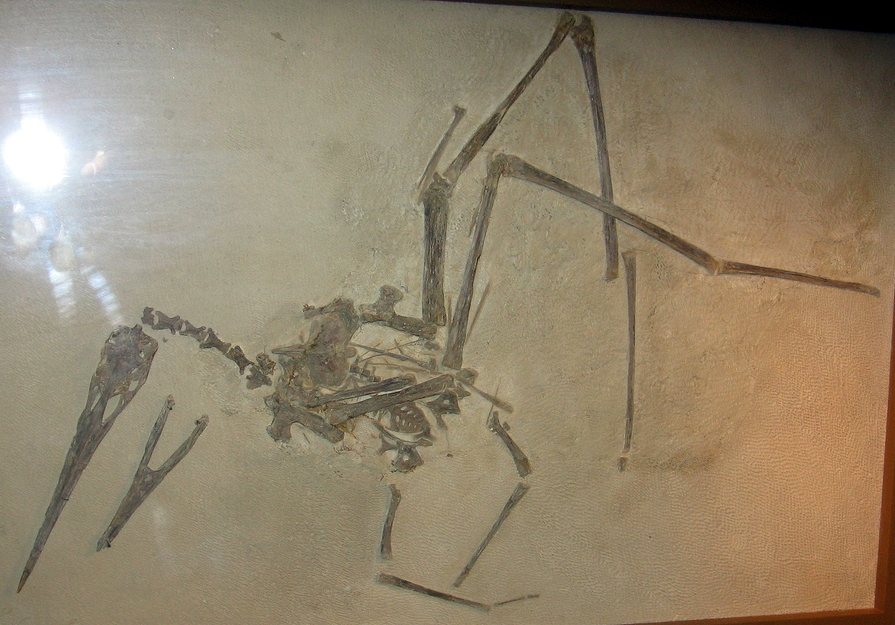
IL P. 25026

Het materiaal van Marsh was wat fragmentarisch: het bestond uit de schoudergordel, twee halswervels, zes ruggenwervels, een wervel uit de achterste nek of voorste rug, de linkeronderarm, carpalia van beide armen, en van beide vleugels het vierde middenhandsbeen en het eerste kootje van de vleugelvinger. Het betreft een onvolwassen dier.
In 1902 beschreef Samuel Wendell Williston echter een bijna volledig skelet, FMN IL P. 25026, in 1901 gevonden door Handel Tong Martin. Een door Williston in 1903 benoemde soort N. leptodactylus, de "smalvinger", wordt tegenwoordig als een jonger synoniem beschouwd van N. gracilis.
In 1978 prepareerde Gregory Brown het tot nu toe meest complete skelet met schedel, UNSM 93000, waaruit vele tot dan toe onopgemerkt gebleven details over de bouw duidelijk werden.
In 1993 wees Bennett een groot aantal fragmentarische specimina toe. FHSM 2148 bestaat uit een notarium, synsacrum, schoudergordel, opperarmbeen, ellepijp, carpale, een vierde middenhandsbeen, het eerste kootje van de vleugelvinger, nog een kootje van die vinger en het bekken van een jong dier. KUVP 49401 bestaat uit een vleugelkootje van een jong dier. KUVP 85394 bestaat uit een middenhandsbeen en een eerste kootje van een jong dier. KUVP 85463 bestaat uit een eerste kootje en nog een kootje van een vleugelvinger van een jong dier. YPM 2303 bestaat uit een schedel met onderarm inclusief vleugelvinger van een jong dier. YPM 2334 is een skelet van een jong dier. YPM 2341 is een onderarm en kootje van een jong dier. YPM 2527 bestaat uit een paar onderkaken, een notarium en de vleugel van een jong dier.
Pteranodon comptus Marsh, 1876 is wellicht ten dele gebaseerd op materiaal van Nyctosaurus.

### Nyctosaurus nanus
In 1910 hernoemde George Francis Eaton Pteranodon nanus Marsh 1881, 'de dwerg', in Nyctosaurus nanus. In 1984 werd dit bevestigd door Robert Milton Schoch. Het holotype is  specimen YPM 1182 dat slechts bestaat uit een linkerschoudergordel, een linkeropperarmbeen en een ruggenwervel met een vergroeide rib.

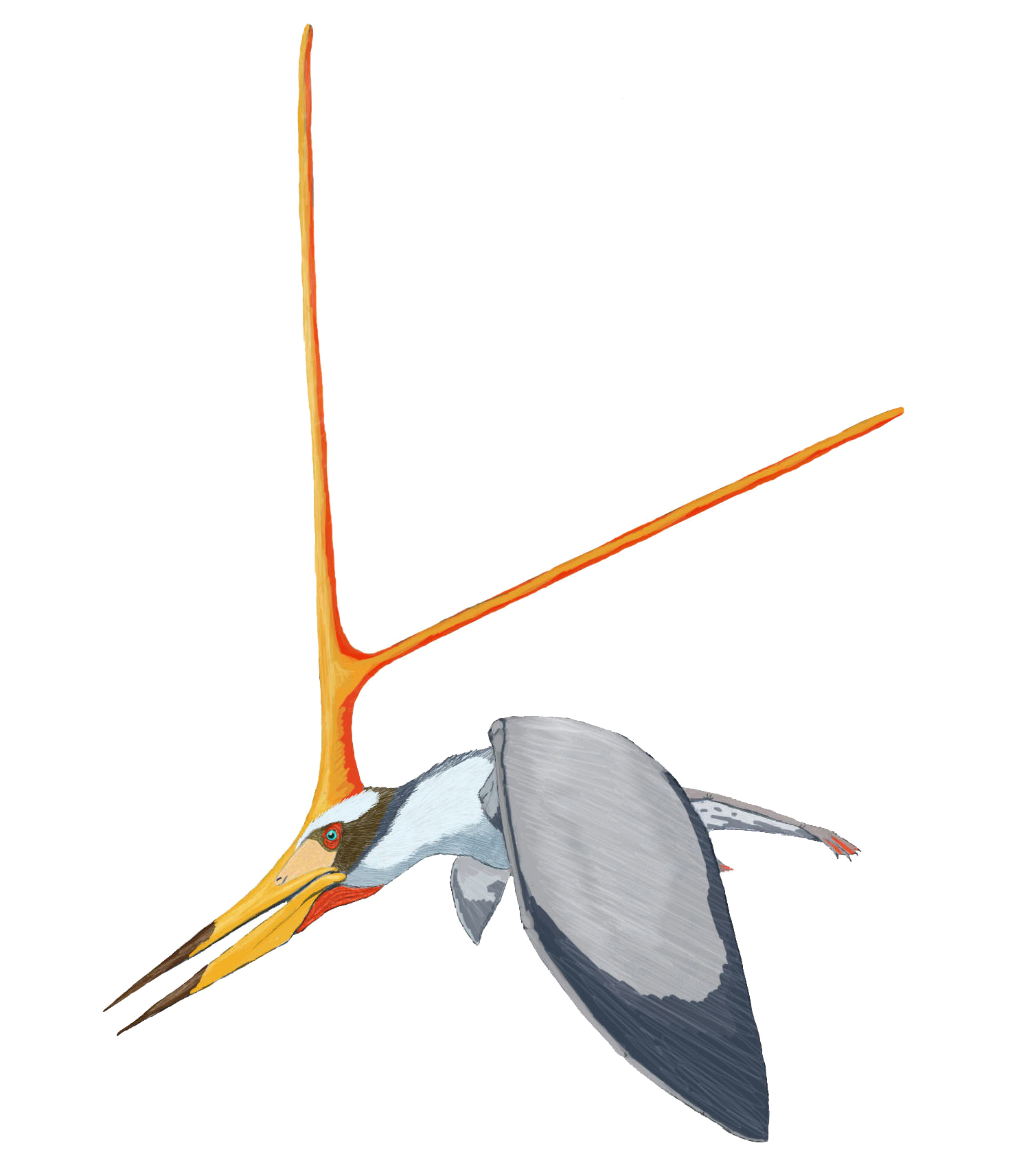
Nyctosaurus sp.

Deze kleinere soort wordt door Bennett valide geacht. In 2003 publiceerde hij de vondst van nog twee skeletten, die opvielen door de aanwezigheid van een enorme geweiachtige kam op de schedel. Omdat ook deze kleiner waren achtte Bennett het mogelijk dat ze tot N. nanus behoren, maar voorlopig duidt hij ze aan met een Nyctosaurus sp.(ecies). Ze waren gevonden door Kenneth Jenkins die ze weer verkocht had aan een anonieme verzamelaar uit Texas. Daarom missen ze een inventarisnummer.

### Nyctosaurus bonneri

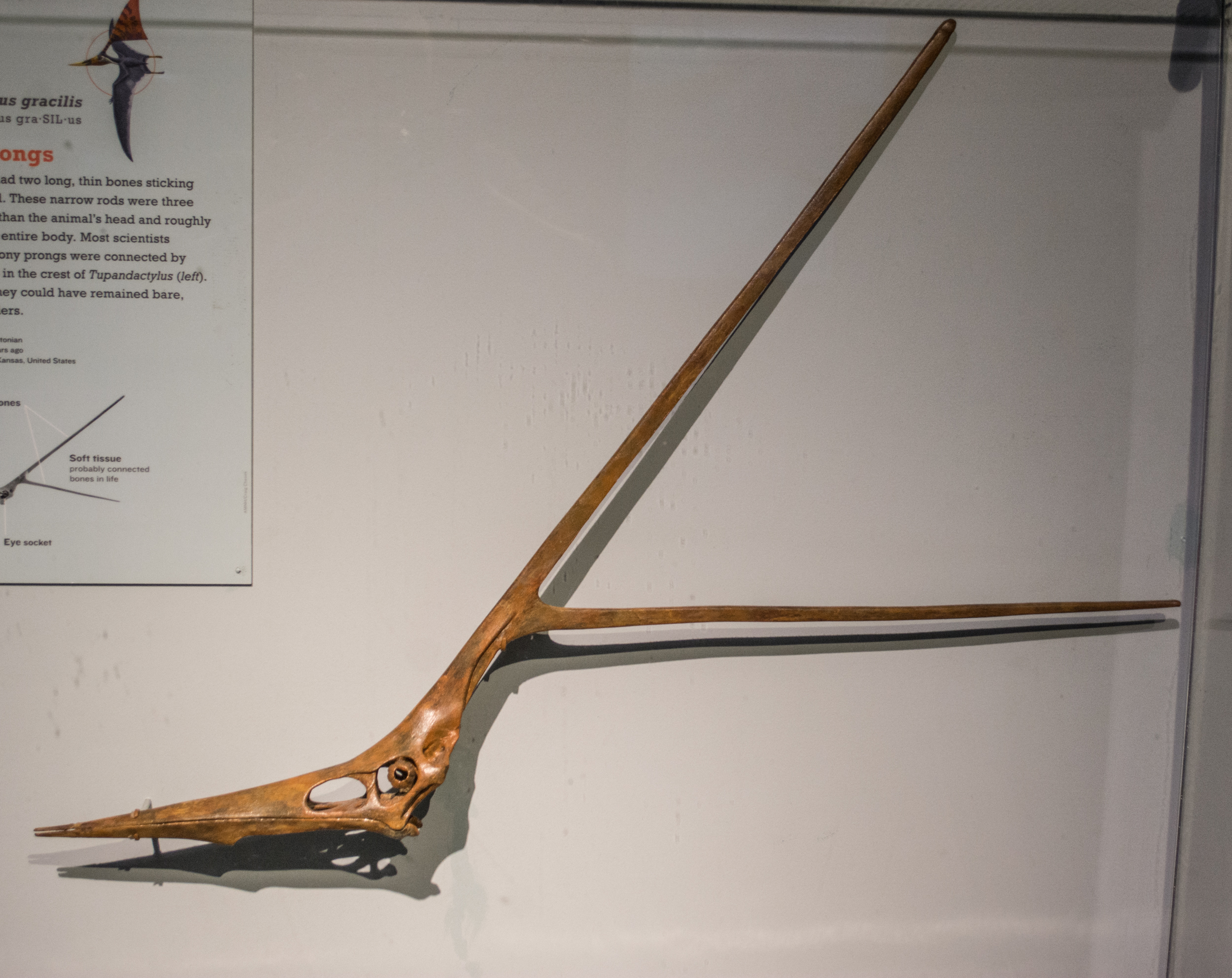
Model van de schedel

In 1962 werd een skelet, FHSM VP-2148, bij Elkader, Logan County, Kansas gevonden door George Freyer Sternberg. In 1964 werd dit door Orvill W. Bonner in een manuscript van zijn niet gepubliceerde dissertatie benoemd als Pteranodon sternbergi. Dat was dus een ongeldige nomen ex dissertatione. In 1966 werd dit door Harksen gepubliceerd als de soort Nyctosaurus bonneri. De soortaanduiding eert Bonner. Het skelet is vrij compleet. Miller beschouwde deze soort als een ondergeslacht 
Pteranodon (Nyctosaurus) bonneri.
Stephen Christopher Bennett beschouwt deze als identiek aan N. gracilis. Anderen echter zien het als een aparte soort. De spanwijdte is 290 centimeter.

### Nyctosaurus lamegoi
In 1953 benoemde Llewellyn Ivor Price voor stuk opperarmbeen, DMGM 258-R, gevonden bij Fazeda Congo, Rio Gramame in Brazilië de soort Nyctosaurus lamegoi; de soortaanduiding eert de geoloog Alberto Ribeiro Lamego. De spanwijdte zou vier meter zijn. Tegenwoordig wordt meestal gesteld dat het een ander geslacht betreft dan Nyctosaurus, hoewel een verwantschap mogelijk wordt geacht. De vondst is namelijk veel jonger en stamt uit het Maastrichtien.

## Beschrijving

### Grootte en onderscheidende kenmerken

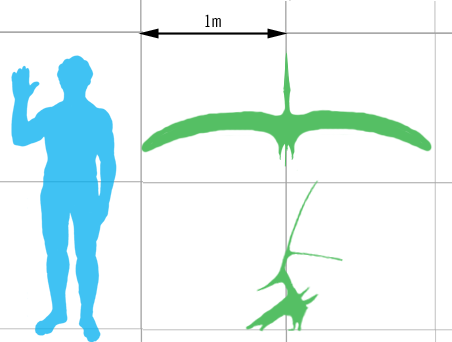
Een groottevergelijking met een mens

De beschrijving van Nyctosaurus wordt bemoeilijkt door de mogelijkheid dat er twee of zelfs drie soorten zijn. N. gracilis heeft een spanwijdte van 2,4 tot 2,9 meter. N. nanus is kleiner met een vleugelspan van twee meter en een geschat gewicht van 2,6 kilogram. Dezelfde afmetingen hebben de exemplaren van Bennetts Nyctosaurus sp.

Nyctosaurus zoals vaak geïnterpreteerd als zeildrager

Bennett gaf een aantal onderscheidende kenmerken aan. Het schouderblad articuleert niet met de supraneurale plaat. Het vierde middenhandsbeen is relatief lang. De vleugelvinger telt slechts drie kootjes.
Vroeger dacht men dat een onderscheidend kenmerk ook bestond in het ontbreken van een schedelkam. Nyctosaurus sp. onderscheidt zich echter juist door het bezit van enorme kammen op de schedel. Deze kammen hebben iets van een gewei weg in de zin dat ze een zeer lange opstaande (55°) hoofdtak hebben van minstens — de fossielen zijn beschadigd en de tak eindigt in een breuk — driemaal de schedellengte. Aan de basis bevindt zich een horizontale zijtak. Daarentegen zijn geweien bij zoogdieren meestal dwars op de schedel geplaatst of tenminste iets zijwaarts uitstekend; de kam van Nyctosaurus ligt echter in de lengterichting. De functie van de kam is omstreden. De meest eenvoudige verklaring is dat het een rijpings- of geslachtskenmerk is, bijvoorbeeld een gevolg van seksuele selectie. Al onmiddellijk na de publicatie van de vondst werd er gespeculeerd dat de kam als een soort zeil zou dienen, waarbij de beide takken dan verbonden zouden zijn door een membraan. Bennett verwierp deze hypothese, erop wijzend dat de kammen van andere pterosauriërs wel soms flappen van kraakbeen dragen, maar zover bekend nooit membranen. Een Chinese studie uit 2009 toonde aan dat zo'n zeil wel degelijk een relevante voortstuwing zou kunnen leveren, indien het dier met zijn bek door het water schaarde op zoek naar prooi. In deze studie was echter het feit over het hoofd gezien dat het tweede exemplaar aantoonde dat de zijtak nog aanzienlijk langer was dan eerste exemplaar leek aan te geven, zodat een zeil van een waarlijk enorme omvang zou moeten zijn geweest.
Als het zeil een geslachtskenmerk is en het ontbreken ervan bij het holotype van N. nanus een conserveringsartefact, kan het zijn dat de twee vermeende soorten in feite een geval zijn van seksuele dimorfie en dus één soort vormen.

### Skelet

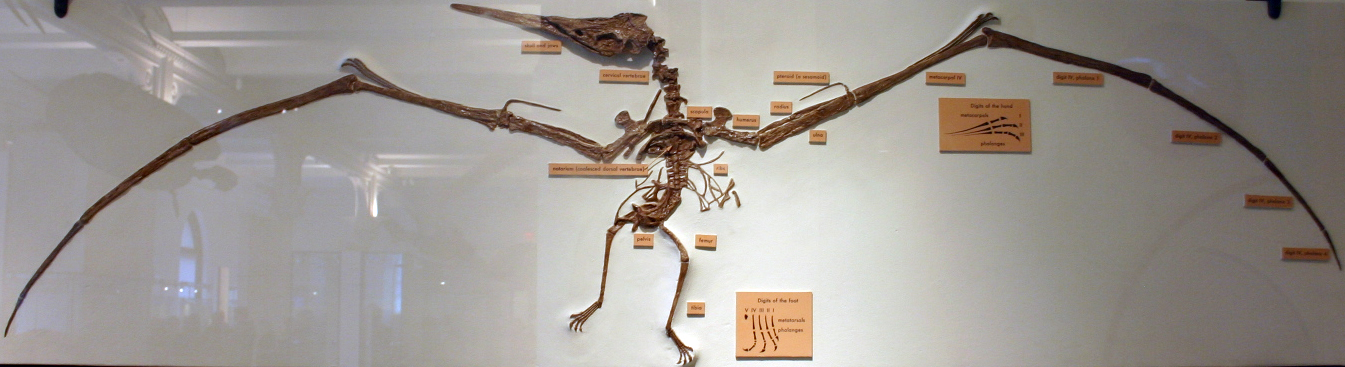
Een afgietsel van Willistons Nyctosaurus-skelet, fout gerestaureerd met vier vingers en vier vingerkootjes aan de vleugelvinger

Ook buiten de kam kent de anatomie van Nyctosaurus vele eigenaardigheden. De langgerekte schedel, die zo'n 45 centimeter lang is, eindigt in een tandeloze zeer spitse snuit, waarbij de onderkaken over een groot deel van de lengte vergroeid zijn, die licht omhoog buigt. Het opperarmbeen draagt een enorme aanhechtingskam voor de borstspieren, een aanwijzing dat het dier niet simpelweg een pure zwever is. Wat wel wijst op een goed vermogen tot zweven zijn de zeer lange middenhandsbeenderen die bijna even lang zijn als bovenarm en onderarm samen. Ook zijn er reducties in de hand: het vierde vingerkootje van de vierde vinger is verdwenen en vermoedelijk zelfs de eerste drie vingers in hun totaal. Dit zou ertoe geleid hebben dat Nyctosaurus niet meer kon klimmen en dus meer nog dan de andere Pterodactyloidea wanneer hij niet vloog een grondbewoner was. Het notarium, de vergroeiing van de voorste ruggenwervels, bestaat bij het holotype maar uit drie wervels en het schouderblad raakt het notarium niet. Het tweede exemplaar dat Bennett in 2003 beschreef, heeft een notarium van zeven wervels, een teken van een hoge individuele ouderdom.
In de schedel beslaat de fenestra nasoantorbitalis 17% van de lengte. Het quadratum helt naar achteren onder een hoek van 35° met de kaaklijn. Het squamosum staat verticaal, maar met een bolling naar achteren. Het wandbeen heeft een bolle bovenrand en steekt verder naar achteren uit dan het squamosum. De symfyse beslaat ongeveer twee derden van de onderkaaklengte en is erg recht en spits. Het achterste deel van de onderkaak is laag. Het retroarticulair uitsteeksel is echter hoog.
In totaal had Nyctosaurus volgens Bennett negen halswervels, twaalf ruggenwervels, zes sacrale wervels en minstens drie staartwervels. In de vleugels is de schacht van het pteryoïde recht, voorbij het gewricht met de pols stekend dat er een haakse hoek mee maakt.
Nyctosaurus bonneri onderscheidt zich door een soort kam op de achterste snuit die naar voren overgaat in een taps toelopende punt.

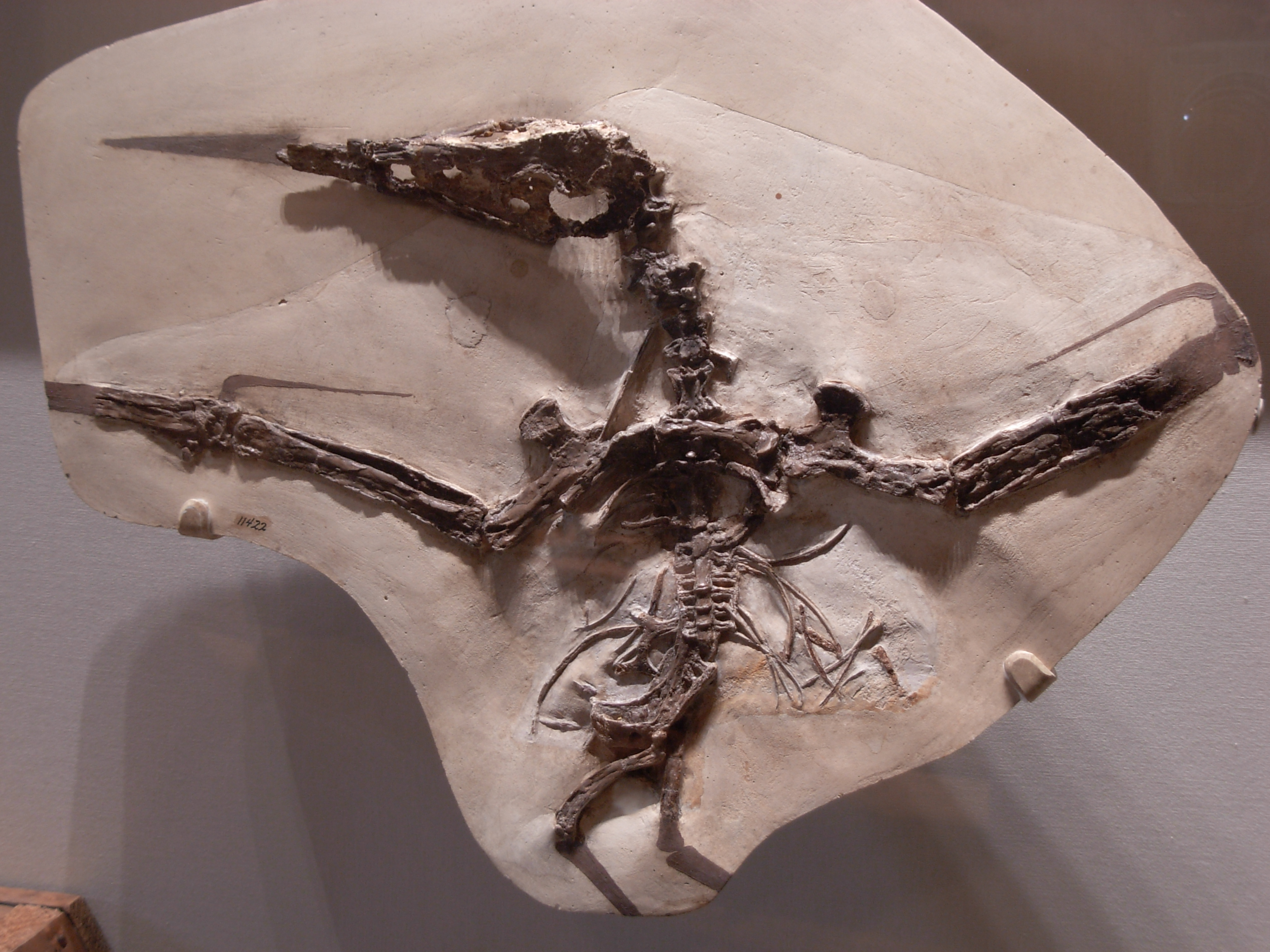
Een afgietsel zonder restauratie

## Taxonomie en Fylogenie

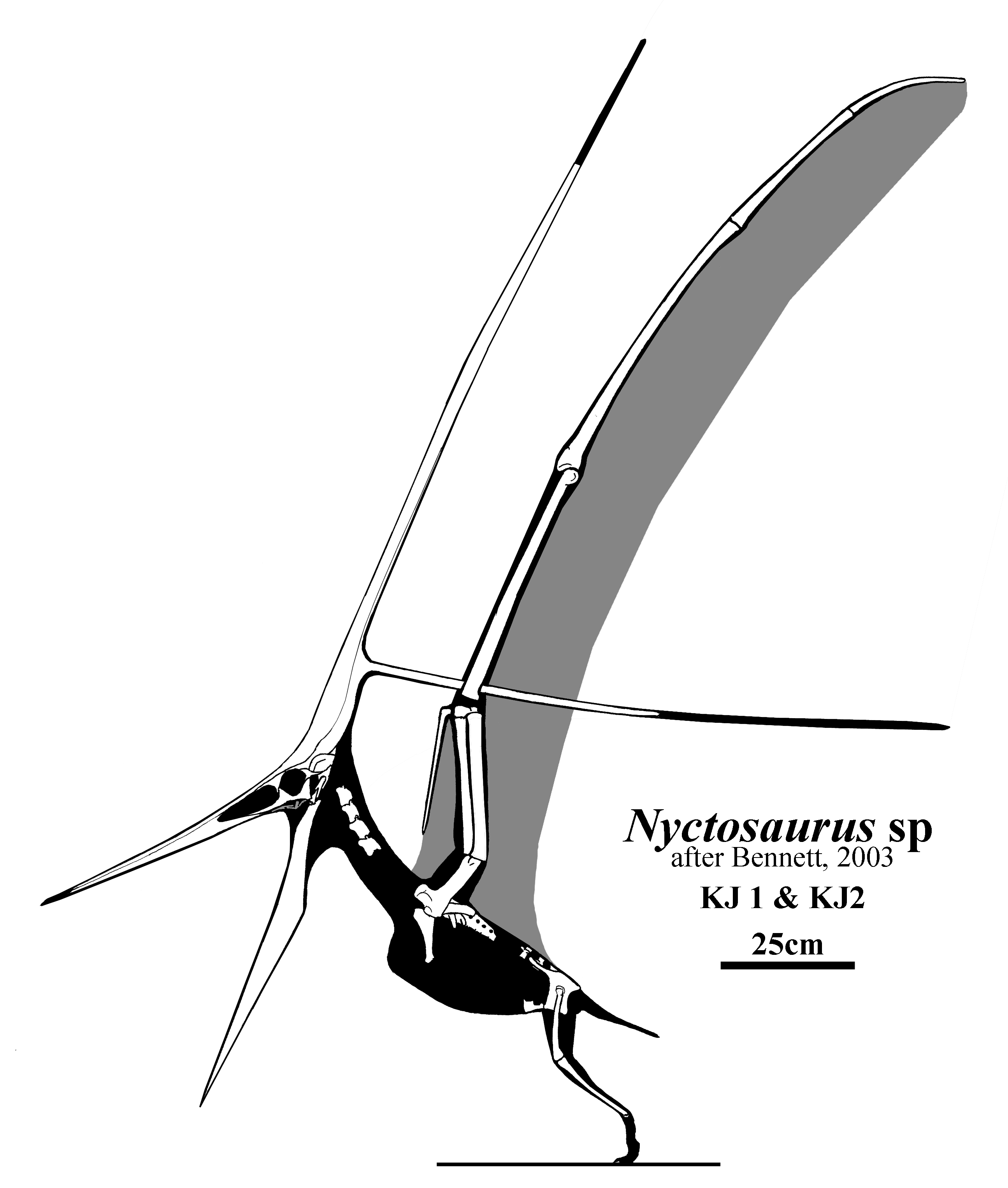
Ene reconstructie van het skelet door Jaime Headen

Nyctosaurus wordt traditioneel gezien als duidelijk aan Pteranodon verwant en werd meestal in de Pteranodontidae geplaatst. Er waren echter ook uitzonderingen: in 1889 werd Nyctosaurus door Alfred Nicholson en Richard Lydekker in een Nyctosauridae geclassificeerd; Williston zelf gebruikte in 1897 een Nyctodactylinae;  Felix Plieninger in 1907 een Nyctosaurinae. Binnen al die taxa vormde Nyctosaurus het enige toegewezen geslacht, zodat de begrippen in wezen overbodig waren.
Nyctosaurus is door Christopher Bennett in 1989 weer in een familie Nyctosauridae geplaatst. Bennett ontkent namelijk de nauwe verwantschap met Pteranodon. Ook volgens analyses van Alexander Kellner is Nyctosaurus niet speciaal nauw aan Pteranodon verwant, maar de meest basale soort in de Dsungaripteroidea als zustertaxon van de Ornithocheiroidea. Cladistische analyses van David Unwin echter hadden een tegengesteld resultaat en in zijn fylogenie vormen Nyctosaurus en Pteranodon beiden de Pteranodontia.
Een mogelijke positie in de evolutionaire stamboom, volgens een studie uit 2018, toont het volgende cladogram.
|  | \| \| Pteranodon sternbergi (=Geosternbergia) \| \| \| \| \| \| Pteranodon longiceps \| \| \| \| |
|  |                                                                                                  |
|  | Tethydraco regalis                                                                               |
|  |                                                                                                  |
|  | Pteranodon sternbergi (=Geosternbergia)                                                          |
|  |                                                                                                  |
|  | Pteranodon longiceps                                                                             |
|  |                                                                                                  |

|  | Pteranodon sternbergi (=Geosternbergia) |
|  |                                         |
|  | Pteranodon longiceps                    |
|  |                                         |

|  | \| \| Pteranodon sternbergi (=Geosternbergia) \| \| \| \| \| \| Pteranodon longiceps \| \| \| \| |
|  |                                                                                                  |
|  | Tethydraco regalis                                                                               |
|  |                                                                                                  |
|  | Pteranodon sternbergi (=Geosternbergia)                                                          |
|  |                                                                                                  |
|  | Pteranodon longiceps                                                                             |
|  |                                                                                                  |

|  | Pteranodon sternbergi (=Geosternbergia) |
|  |                                         |
|  | Pteranodon longiceps                    |
|  |                                         |

|  | Alcione elainus   |
|  |                   |
|  | Simurghia robusta |
|  |                   |

|  | Barbaridactylus grandis |
|  |                         |
|  | Nyctosaurus lamegoi     |
|  |                         |

|  | Nyctosaurus nanus    |
|  |                      |
|  | Nyctosaurus gracilis |
|  |                      |

|  | Barbaridactylus grandis |
|  |                         |
|  | Nyctosaurus lamegoi     |
|  |                         |

|  | Nyctosaurus nanus    |
|  |                      |
|  | Nyctosaurus gracilis |
|  |                      |

|  | Barbaridactylus grandis |
|  |                         |
|  | Nyctosaurus lamegoi     |
|  |                         |

|  | Nyctosaurus nanus    |
|  |                      |
|  | Nyctosaurus gracilis |
|  |                      |

|  | Barbaridactylus grandis |
|  |                         |
|  | Nyctosaurus lamegoi     |
|  |                         |

|  | Nyctosaurus nanus    |
|  |                      |
|  | Nyctosaurus gracilis |
|  |                      |

|  | Alcione elainus   |
|  |                   |
|  | Simurghia robusta |
|  |                   |

|  | Barbaridactylus grandis |
|  |                         |
|  | Nyctosaurus lamegoi     |
|  |                         |

|  | Nyctosaurus nanus    |
|  |                      |
|  | Nyctosaurus gracilis |
|  |                      |

|  | Barbaridactylus grandis |
|  |                         |
|  | Nyctosaurus lamegoi     |
|  |                         |

|  | Nyctosaurus nanus    |
|  |                      |
|  | Nyctosaurus gracilis |
|  |                      |

|  | Barbaridactylus grandis |
|  |                         |
|  | Nyctosaurus lamegoi     |
|  |                         |

|  | Nyctosaurus nanus    |
|  |                      |
|  | Nyctosaurus gracilis |
|  |                      |

|  | Barbaridactylus grandis |
|  |                         |
|  | Nyctosaurus lamegoi     |
|  |                         |

|  | Nyctosaurus nanus    |
|  |                      |
|  | Nyctosaurus gracilis |
|  |                      |

|  | Alcione elainus   |
|  |                   |
|  | Simurghia robusta |
|  |                   |

|  | Barbaridactylus grandis |
|  |                         |
|  | Nyctosaurus lamegoi     |
|  |                         |

|  | Nyctosaurus nanus    |
|  |                      |
|  | Nyctosaurus gracilis |
|  |                      |

|  | Barbaridactylus grandis |
|  |                         |
|  | Nyctosaurus lamegoi     |
|  |                         |

|  | Nyctosaurus nanus    |
|  |                      |
|  | Nyctosaurus gracilis |
|  |                      |

|  | Barbaridactylus grandis |
|  |                         |
|  | Nyctosaurus lamegoi     |
|  |                         |

|  | Nyctosaurus nanus    |
|  |                      |
|  | Nyctosaurus gracilis |
|  |                      |

|  | Barbaridactylus grandis |
|  |                         |
|  | Nyctosaurus lamegoi     |
|  |                         |

|  | Nyctosaurus nanus    |
|  |                      |
|  | Nyctosaurus gracilis |
|  |                      |

|  | Alcione elainus   |
|  |                   |
|  | Simurghia robusta |
|  |                   |

|  | Barbaridactylus grandis |
|  |                         |
|  | Nyctosaurus lamegoi     |
|  |                         |

|  | Nyctosaurus nanus    |
|  |                      |
|  | Nyctosaurus gracilis |
|  |                      |

|  | Barbaridactylus grandis |
|  |                         |
|  | Nyctosaurus lamegoi     |
|  |                         |

|  | Nyctosaurus nanus    |
|  |                      |
|  | Nyctosaurus gracilis |
|  |                      |

|  | Barbaridactylus grandis |
|  |                         |
|  | Nyctosaurus lamegoi     |
|  |                         |

|  | Nyctosaurus nanus    |
|  |                      |
|  | Nyctosaurus gracilis |
|  |                      |

|  | Barbaridactylus grandis |
|  |                         |
|  | Nyctosaurus lamegoi     |
|  |                         |

|  | Nyctosaurus nanus    |
|  |                      |
|  | Nyctosaurus gracilis |
|  |                      |

|  | Alcione elainus   |
|  |                   |
|  | Simurghia robusta |
|  |                   |

|  | Barbaridactylus grandis |
|  |                         |
|  | Nyctosaurus lamegoi     |
|  |                         |

|  | Nyctosaurus nanus    |
|  |                      |
|  | Nyctosaurus gracilis |
|  |                      |

|  | Barbaridactylus grandis |
|  |                         |
|  | Nyctosaurus lamegoi     |
|  |                         |

|  | Nyctosaurus nanus    |
|  |                      |
|  | Nyctosaurus gracilis |
|  |                      |

|  | Barbaridactylus grandis |
|  |                         |
|  | Nyctosaurus lamegoi     |
|  |                         |

|  | Nyctosaurus nanus    |
|  |                      |
|  | Nyctosaurus gracilis |
|  |                      |

|  | Barbaridactylus grandis |
|  |                         |
|  | Nyctosaurus lamegoi     |
|  |                         |

|  | Nyctosaurus nanus    |
|  |                      |
|  | Nyctosaurus gracilis |
|  |                      |

|  | Alcione elainus   |
|  |                   |
|  | Simurghia robusta |
|  |                   |

|  | Barbaridactylus grandis |
|  |                         |
|  | Nyctosaurus lamegoi     |
|  |                         |

|  | Nyctosaurus nanus    |
|  |                      |
|  | Nyctosaurus gracilis |
|  |                      |

|  | Barbaridactylus grandis |
|  |                         |
|  | Nyctosaurus lamegoi     |
|  |                         |

|  | Nyctosaurus nanus    |
|  |                      |
|  | Nyctosaurus gracilis |
|  |                      |

|  | Barbaridactylus grandis |
|  |                         |
|  | Nyctosaurus lamegoi     |
|  |                         |

|  | Nyctosaurus nanus    |
|  |                      |
|  | Nyctosaurus gracilis |
|  |                      |

|  | Barbaridactylus grandis |
|  |                         |
|  | Nyctosaurus lamegoi     |
|  |                         |

|  | Nyctosaurus nanus    |
|  |                      |
|  | Nyctosaurus gracilis |
|  |                      |

|  | Alcione elainus   |
|  |                   |
|  | Simurghia robusta |
|  |                   |

|  | Barbaridactylus grandis |
|  |                         |
|  | Nyctosaurus lamegoi     |
|  |                         |

|  | Nyctosaurus nanus    |
|  |                      |
|  | Nyctosaurus gracilis |
|  |                      |

|  | Barbaridactylus grandis |
|  |                         |
|  | Nyctosaurus lamegoi     |
|  |                         |

|  | Nyctosaurus nanus    |
|  |                      |
|  | Nyctosaurus gracilis |
|  |                      |

|  | Barbaridactylus grandis |
|  |                         |
|  | Nyctosaurus lamegoi     |
|  |                         |

|  | Nyctosaurus nanus    |
|  |                      |
|  | Nyctosaurus gracilis |
|  |                      |

|  | Barbaridactylus grandis |
|  |                         |
|  | Nyctosaurus lamegoi     |
|  |                         |

|  | Nyctosaurus nanus    |
|  |                      |
|  | Nyctosaurus gracilis |
|  |                      |

|  | Alcione elainus   |
|  |                   |
|  | Simurghia robusta |
|  |                   |

|  | Barbaridactylus grandis |
|  |                         |
|  | Nyctosaurus lamegoi     |
|  |                         |

|  | Nyctosaurus nanus    |
|  |                      |
|  | Nyctosaurus gracilis |
|  |                      |

|  | Barbaridactylus grandis |
|  |                         |
|  | Nyctosaurus lamegoi     |
|  |                         |

|  | Nyctosaurus nanus    |
|  |                      |
|  | Nyctosaurus gracilis |
|  |                      |

|  | Barbaridactylus grandis |
|  |                         |
|  | Nyctosaurus lamegoi     |
|  |                         |

|  | Nyctosaurus nanus    |
|  |                      |
|  | Nyctosaurus gracilis |
|  |                      |

|  | Barbaridactylus grandis |
|  |                         |
|  | Nyctosaurus lamegoi     |
|  |                         |

|  | Nyctosaurus nanus    |
|  |                      |
|  | Nyctosaurus gracilis |
|  |                      |

|  | \| \| Pteranodon sternbergi (=Geosternbergia) \| \| \| \| \| \| Pteranodon longiceps \| \| \| \| |
|  |                                                                                                  |
|  | Tethydraco regalis                                                                               |
|  |                                                                                                  |
|  | Pteranodon sternbergi (=Geosternbergia)                                                          |
|  |                                                                                                  |
|  | Pteranodon longiceps                                                                             |
|  |                                                                                                  |

|  | Pteranodon sternbergi (=Geosternbergia) |
|  |                                         |
|  | Pteranodon longiceps                    |
|  |                                         |

|  | \| \| Pteranodon sternbergi (=Geosternbergia) \| \| \| \| \| \| Pteranodon longiceps \| \| \| \| |
|  |                                                                                                  |
|  | Tethydraco regalis                                                                               |
|  |                                                                                                  |
|  | Pteranodon sternbergi (=Geosternbergia)                                                          |
|  |                                                                                                  |
|  | Pteranodon longiceps                                                                             |
|  |                                                                                                  |

|  | Pteranodon sternbergi (=Geosternbergia) |
|  |                                         |
|  | Pteranodon longiceps                    |
|  |                                         |

|  | Alcione elainus   |
|  |                   |
|  | Simurghia robusta |
|  |                   |

|  | Barbaridactylus grandis |
|  |                         |
|  | Nyctosaurus lamegoi     |
|  |                         |

|  | Nyctosaurus nanus    |
|  |                      |
|  | Nyctosaurus gracilis |
|  |                      |

|  | Barbaridactylus grandis |
|  |                         |
|  | Nyctosaurus lamegoi     |
|  |                         |

|  | Nyctosaurus nanus    |
|  |                      |
|  | Nyctosaurus gracilis |
|  |                      |

|  | Barbaridactylus grandis |
|  |                         |
|  | Nyctosaurus lamegoi     |
|  |                         |

|  | Nyctosaurus nanus    |
|  |                      |
|  | Nyctosaurus gracilis |
|  |                      |

|  | Barbaridactylus grandis |
|  |                         |
|  | Nyctosaurus lamegoi     |
|  |                         |

|  | Nyctosaurus nanus    |
|  |                      |
|  | Nyctosaurus gracilis |
|  |                      |

|  | Alcione elainus   |
|  |                   |
|  | Simurghia robusta |
|  |                   |

|  | Barbaridactylus grandis |
|  |                         |
|  | Nyctosaurus lamegoi     |
|  |                         |

|  | Nyctosaurus nanus    |
|  |                      |
|  | Nyctosaurus gracilis |
|  |                      |

|  | Barbaridactylus grandis |
|  |                         |
|  | Nyctosaurus lamegoi     |
|  |                         |

|  | Nyctosaurus nanus    |
|  |                      |
|  | Nyctosaurus gracilis |
|  |                      |

|  | Barbaridactylus grandis |
|  |                         |
|  | Nyctosaurus lamegoi     |
|  |                         |

|  | Nyctosaurus nanus    |
|  |                      |
|  | Nyctosaurus gracilis |
|  |                      |

|  | Barbaridactylus grandis |
|  |                         |
|  | Nyctosaurus lamegoi     |
|  |                         |

|  | Nyctosaurus nanus    |
|  |                      |
|  | Nyctosaurus gracilis |
|  |                      |

|  | Alcione elainus   |
|  |                   |
|  | Simurghia robusta |
|  |                   |

|  | Barbaridactylus grandis |
|  |                         |
|  | Nyctosaurus lamegoi     |
|  |                         |

|  | Nyctosaurus nanus    |
|  |                      |
|  | Nyctosaurus gracilis |
|  |                      |

|  | Barbaridactylus grandis |
|  |                         |
|  | Nyctosaurus lamegoi     |
|  |                         |

|  | Nyctosaurus nanus    |
|  |                      |
|  | Nyctosaurus gracilis |
|  |                      |

|  | Barbaridactylus grandis |
|  |                         |
|  | Nyctosaurus lamegoi     |
|  |                         |

|  | Nyctosaurus nanus    |
|  |                      |
|  | Nyctosaurus gracilis |
|  |                      |

|  | Barbaridactylus grandis |
|  |                         |
|  | Nyctosaurus lamegoi     |
|  |                         |

|  | Nyctosaurus nanus    |
|  |                      |
|  | Nyctosaurus gracilis |
|  |                      |

|  | Alcione elainus   |
|  |                   |
|  | Simurghia robusta |
|  |                   |

|  | Barbaridactylus grandis |
|  |                         |
|  | Nyctosaurus lamegoi     |
|  |                         |

|  | Nyctosaurus nanus    |
|  |                      |
|  | Nyctosaurus gracilis |
|  |                      |

|  | Barbaridactylus grandis |
|  |                         |
|  | Nyctosaurus lamegoi     |
|  |                         |

|  | Nyctosaurus nanus    |
|  |                      |
|  | Nyctosaurus gracilis |
|  |                      |

|  | Barbaridactylus grandis |
|  |                         |
|  | Nyctosaurus lamegoi     |
|  |                         |

|  | Nyctosaurus nanus    |
|  |                      |
|  | Nyctosaurus gracilis |
|  |                      |

|  | Barbaridactylus grandis |
|  |                         |
|  | Nyctosaurus lamegoi     |
|  |                         |

|  | Nyctosaurus nanus    |
|  |                      |
|  | Nyctosaurus gracilis |
|  |                      |

|  | Alcione elainus   |
|  |                   |
|  | Simurghia robusta |
|  |                   |

|  | Barbaridactylus grandis |
|  |                         |
|  | Nyctosaurus lamegoi     |
|  |                         |

|  | Nyctosaurus nanus    |
|  |                      |
|  | Nyctosaurus gracilis |
|  |                      |

|  | Barbaridactylus grandis |
|  |                         |
|  | Nyctosaurus lamegoi     |
|  |                         |

|  | Nyctosaurus nanus    |
|  |                      |
|  | Nyctosaurus gracilis |
|  |                      |

|  | Barbaridactylus grandis |
|  |                         |
|  | Nyctosaurus lamegoi     |
|  |                         |

|  | Nyctosaurus nanus    |
|  |                      |
|  | Nyctosaurus gracilis |
|  |                      |

|  | Barbaridactylus grandis |
|  |                         |
|  | Nyctosaurus lamegoi     |
|  |                         |

|  | Nyctosaurus nanus    |
|  |                      |
|  | Nyctosaurus gracilis |
|  |                      |

|  | Alcione elainus   |
|  |                   |
|  | Simurghia robusta |
|  |                   |

|  | Barbaridactylus grandis |
|  |                         |
|  | Nyctosaurus lamegoi     |
|  |                         |

|  | Nyctosaurus nanus    |
|  |                      |
|  | Nyctosaurus gracilis |
|  |                      |

|  | Barbaridactylus grandis |
|  |                         |
|  | Nyctosaurus lamegoi     |
|  |                         |

|  | Nyctosaurus nanus    |
|  |                      |
|  | Nyctosaurus gracilis |
|  |                      |

|  | Barbaridactylus grandis |
|  |                         |
|  | Nyctosaurus lamegoi     |
|  |                         |

|  | Nyctosaurus nanus    |
|  |                      |
|  | Nyctosaurus gracilis |
|  |                      |

|  | Barbaridactylus grandis |
|  |                         |
|  | Nyctosaurus lamegoi     |
|  |                         |

|  | Nyctosaurus nanus    |
|  |                      |
|  | Nyctosaurus gracilis |
|  |                      |

|  | Alcione elainus   |
|  |                   |
|  | Simurghia robusta |
|  |                   |

|  | Barbaridactylus grandis |
|  |                         |
|  | Nyctosaurus lamegoi     |
|  |                         |

|  | Nyctosaurus nanus    |
|  |                      |
|  | Nyctosaurus gracilis |
|  |                      |

|  | Barbaridactylus grandis |
|  |                         |
|  | Nyctosaurus lamegoi     |
|  |                         |

|  | Nyctosaurus nanus    |
|  |                      |
|  | Nyctosaurus gracilis |
|  |                      |

|  | Barbaridactylus grandis |
|  |                         |
|  | Nyctosaurus lamegoi     |
|  |                         |

|  | Nyctosaurus nanus    |
|  |                      |
|  | Nyctosaurus gracilis |
|  |                      |

|  | Barbaridactylus grandis |
|  |                         |
|  | Nyctosaurus lamegoi     |
|  |                         |

|  | Nyctosaurus nanus    |
|  |                      |
|  | Nyctosaurus gracilis |
|  |                      |

|  | Alcione elainus   |
|  |                   |
|  | Simurghia robusta |
|  |                   |

|  | Barbaridactylus grandis |
|  |                         |
|  | Nyctosaurus lamegoi     |
|  |                         |

|  | Nyctosaurus nanus    |
|  |                      |
|  | Nyctosaurus gracilis |
|  |                      |

|  | Barbaridactylus grandis |
|  |                         |
|  | Nyctosaurus lamegoi     |
|  |                         |

|  | Nyctosaurus nanus    |
|  |                      |
|  | Nyctosaurus gracilis |
|  |                      |

|  | Barbaridactylus grandis |
|  |                         |
|  | Nyctosaurus lamegoi     |
|  |                         |

|  | Nyctosaurus nanus    |
|  |                      |
|  | Nyctosaurus gracilis |
|  |                      |

|  | Barbaridactylus grandis |
|  |                         |
|  | Nyctosaurus lamegoi     |
|  |                         |

|  | Nyctosaurus nanus    |
|  |                      |
|  | Nyctosaurus gracilis |
|  |                      |

|  | \| \| Pteranodon sternbergi (=Geosternbergia) \| \| \| \| \| \| Pteranodon longiceps \| \| \| \| |
|  |                                                                                                  |
|  | Tethydraco regalis                                                                               |
|  |                                                                                                  |
|  | Pteranodon sternbergi (=Geosternbergia)                                                          |
|  |                                                                                                  |
|  | Pteranodon longiceps                                                                             |
|  |                                                                                                  |

|  | Pteranodon sternbergi (=Geosternbergia) |
|  |                                         |
|  | Pteranodon longiceps                    |
|  |                                         |

|  | \| \| Pteranodon sternbergi (=Geosternbergia) \| \| \| \| \| \| Pteranodon longiceps \| \| \| \| |
|  |                                                                                                  |
|  | Tethydraco regalis                                                                               |
|  |                                                                                                  |
|  | Pteranodon sternbergi (=Geosternbergia)                                                          |
|  |                                                                                                  |
|  | Pteranodon longiceps                                                                             |
|  |                                                                                                  |

|  | Pteranodon sternbergi (=Geosternbergia) |
|  |                                         |
|  | Pteranodon longiceps                    |
|  |                                         |

|  | Alcione elainus   |
|  |                   |
|  | Simurghia robusta |
|  |                   |

|  | Barbaridactylus grandis |
|  |                         |
|  | Nyctosaurus lamegoi     |
|  |                         |

|  | Nyctosaurus nanus    |
|  |                      |
|  | Nyctosaurus gracilis |
|  |                      |

|  | Barbaridactylus grandis |
|  |                         |
|  | Nyctosaurus lamegoi     |
|  |                         |

|  | Nyctosaurus nanus    |
|  |                      |
|  | Nyctosaurus gracilis |
|  |                      |

|  | Barbaridactylus grandis |
|  |                         |
|  | Nyctosaurus lamegoi     |
|  |                         |

|  | Nyctosaurus nanus    |
|  |                      |
|  | Nyctosaurus gracilis |
|  |                      |

|  | Barbaridactylus grandis |
|  |                         |
|  | Nyctosaurus lamegoi     |
|  |                         |

|  | Nyctosaurus nanus    |
|  |                      |
|  | Nyctosaurus gracilis |
|  |                      |

|  | Alcione elainus   |
|  |                   |
|  | Simurghia robusta |
|  |                   |

|  | Barbaridactylus grandis |
|  |                         |
|  | Nyctosaurus lamegoi     |
|  |                         |

|  | Nyctosaurus nanus    |
|  |                      |
|  | Nyctosaurus gracilis |
|  |                      |

|  | Barbaridactylus grandis |
|  |                         |
|  | Nyctosaurus lamegoi     |
|  |                         |

|  | Nyctosaurus nanus    |
|  |                      |
|  | Nyctosaurus gracilis |
|  |                      |

|  | Barbaridactylus grandis |
|  |                         |
|  | Nyctosaurus lamegoi     |
|  |                         |

|  | Nyctosaurus nanus    |
|  |                      |
|  | Nyctosaurus gracilis |
|  |                      |

|  | Barbaridactylus grandis |
|  |                         |
|  | Nyctosaurus lamegoi     |
|  |                         |

|  | Nyctosaurus nanus    |
|  |                      |
|  | Nyctosaurus gracilis |
|  |                      |

|  | Alcione elainus   |
|  |                   |
|  | Simurghia robusta |
|  |                   |

|  | Barbaridactylus grandis |
|  |                         |
|  | Nyctosaurus lamegoi     |
|  |                         |

|  | Nyctosaurus nanus    |
|  |                      |
|  | Nyctosaurus gracilis |
|  |                      |

|  | Barbaridactylus grandis |
|  |                         |
|  | Nyctosaurus lamegoi     |
|  |                         |

|  | Nyctosaurus nanus    |
|  |                      |
|  | Nyctosaurus gracilis |
|  |                      |

|  | Barbaridactylus grandis |
|  |                         |
|  | Nyctosaurus lamegoi     |
|  |                         |

|  | Nyctosaurus nanus    |
|  |                      |
|  | Nyctosaurus gracilis |
|  |                      |

|  | Barbaridactylus grandis |
|  |                         |
|  | Nyctosaurus lamegoi     |
|  |                         |

|  | Nyctosaurus nanus    |
|  |                      |
|  | Nyctosaurus gracilis |
|  |                      |

|  | Alcione elainus   |
|  |                   |
|  | Simurghia robusta |
|  |                   |

|  | Barbaridactylus grandis |
|  |                         |
|  | Nyctosaurus lamegoi     |
|  |                         |

|  | Nyctosaurus nanus    |
|  |                      |
|  | Nyctosaurus gracilis |
|  |                      |

|  | Barbaridactylus grandis |
|  |                         |
|  | Nyctosaurus lamegoi     |
|  |                         |

|  | Nyctosaurus nanus    |
|  |                      |
|  | Nyctosaurus gracilis |
|  |                      |

|  | Barbaridactylus grandis |
|  |                         |
|  | Nyctosaurus lamegoi     |
|  |                         |

|  | Nyctosaurus nanus    |
|  |                      |
|  | Nyctosaurus gracilis |
|  |                      |

|  | Barbaridactylus grandis |
|  |                         |
|  | Nyctosaurus lamegoi     |
|  |                         |

|  | Nyctosaurus nanus    |
|  |                      |
|  | Nyctosaurus gracilis |
|  |                      |

|  | Alcione elainus   |
|  |                   |
|  | Simurghia robusta |
|  |                   |

|  | Barbaridactylus grandis |
|  |                         |
|  | Nyctosaurus lamegoi     |
|  |                         |

|  | Nyctosaurus nanus    |
|  |                      |
|  | Nyctosaurus gracilis |
|  |                      |

|  | Barbaridactylus grandis |
|  |                         |
|  | Nyctosaurus lamegoi     |
|  |                         |

|  | Nyctosaurus nanus    |
|  |                      |
|  | Nyctosaurus gracilis |
|  |                      |

|  | Barbaridactylus grandis |
|  |                         |
|  | Nyctosaurus lamegoi     |
|  |                         |

|  | Nyctosaurus nanus    |
|  |                      |
|  | Nyctosaurus gracilis |
|  |                      |

|  | Barbaridactylus grandis |
|  |                         |
|  | Nyctosaurus lamegoi     |
|  |                         |

|  | Nyctosaurus nanus    |
|  |                      |
|  | Nyctosaurus gracilis |
|  |                      |

|  | Alcione elainus   |
|  |                   |
|  | Simurghia robusta |
|  |                   |

|  | Barbaridactylus grandis |
|  |                         |
|  | Nyctosaurus lamegoi     |
|  |                         |

|  | Nyctosaurus nanus    |
|  |                      |
|  | Nyctosaurus gracilis |
|  |                      |

|  | Barbaridactylus grandis |
|  |                         |
|  | Nyctosaurus lamegoi     |
|  |                         |

|  | Nyctosaurus nanus    |
|  |                      |
|  | Nyctosaurus gracilis |
|  |                      |

|  | Barbaridactylus grandis |
|  |                         |
|  | Nyctosaurus lamegoi     |
|  |                         |

|  | Nyctosaurus nanus    |
|  |                      |
|  | Nyctosaurus gracilis |
|  |                      |

|  | Barbaridactylus grandis |
|  |                         |
|  | Nyctosaurus lamegoi     |
|  |                         |

|  | Nyctosaurus nanus    |
|  |                      |
|  | Nyctosaurus gracilis |
|  |                      |

|  | Alcione elainus   |
|  |                   |
|  | Simurghia robusta |
|  |                   |

|  | Barbaridactylus grandis |
|  |                         |
|  | Nyctosaurus lamegoi     |
|  |                         |

|  | Nyctosaurus nanus    |
|  |                      |
|  | Nyctosaurus gracilis |
|  |                      |

|  | Barbaridactylus grandis |
|  |                         |
|  | Nyctosaurus lamegoi     |
|  |                         |

|  | Nyctosaurus nanus    |
|  |                      |
|  | Nyctosaurus gracilis |
|  |                      |

|  | Barbaridactylus grandis |
|  |                         |
|  | Nyctosaurus lamegoi     |
|  |                         |

|  | Nyctosaurus nanus    |
|  |                      |
|  | Nyctosaurus gracilis |
|  |                      |

|  | Barbaridactylus grandis |
|  |                         |
|  | Nyctosaurus lamegoi     |
|  |                         |

|  | Nyctosaurus nanus    |
|  |                      |
|  | Nyctosaurus gracilis |
|  |                      |

|  | Alcione elainus   |
|  |                   |
|  | Simurghia robusta |
|  |                   |

|  | Barbaridactylus grandis |
|  |                         |
|  | Nyctosaurus lamegoi     |
|  |                         |

|  | Nyctosaurus nanus    |
|  |                      |
|  | Nyctosaurus gracilis |
|  |                      |

|  | Barbaridactylus grandis |
|  |                         |
|  | Nyctosaurus lamegoi     |
|  |                         |

|  | Nyctosaurus nanus    |
|  |                      |
|  | Nyctosaurus gracilis |
|  |                      |

|  | Barbaridactylus grandis |
|  |                         |
|  | Nyctosaurus lamegoi     |
|  |                         |

|  | Nyctosaurus nanus    |
|  |                      |
|  | Nyctosaurus gracilis |
|  |                      |

|  | Barbaridactylus grandis |
|  |                         |
|  | Nyctosaurus lamegoi     |
|  |                         |

|  | Nyctosaurus nanus    |
|  |                      |
|  | Nyctosaurus gracilis |
|  |                      |

|  | \| \| Pteranodon sternbergi (=Geosternbergia) \| \| \| \| \| \| Pteranodon longiceps \| \| \| \| |
|  |                                                                                                  |
|  | Tethydraco regalis                                                                               |
|  |                                                                                                  |
|  | Pteranodon sternbergi (=Geosternbergia)                                                          |
|  |                                                                                                  |
|  | Pteranodon longiceps                                                                             |
|  |                                                                                                  |

|  | Pteranodon sternbergi (=Geosternbergia) |
|  |                                         |
|  | Pteranodon longiceps                    |
|  |                                         |

|  | \| \| Pteranodon sternbergi (=Geosternbergia) \| \| \| \| \| \| Pteranodon longiceps \| \| \| \| |
|  |                                                                                                  |
|  | Tethydraco regalis                                                                               |
|  |                                                                                                  |
|  | Pteranodon sternbergi (=Geosternbergia)                                                          |
|  |                                                                                                  |
|  | Pteranodon longiceps                                                                             |
|  |                                                                                                  |

|  | Pteranodon sternbergi (=Geosternbergia) |
|  |                                         |
|  | Pteranodon longiceps                    |
|  |                                         |

|  | Alcione elainus   |
|  |                   |
|  | Simurghia robusta |
|  |                   |

|  | Barbaridactylus grandis |
|  |                         |
|  | Nyctosaurus lamegoi     |
|  |                         |

|  | Nyctosaurus nanus    |
|  |                      |
|  | Nyctosaurus gracilis |
|  |                      |

|  | Barbaridactylus grandis |
|  |                         |
|  | Nyctosaurus lamegoi     |
|  |                         |

|  | Nyctosaurus nanus    |
|  |                      |
|  | Nyctosaurus gracilis |
|  |                      |

|  | Barbaridactylus grandis |
|  |                         |
|  | Nyctosaurus lamegoi     |
|  |                         |

|  | Nyctosaurus nanus    |
|  |                      |
|  | Nyctosaurus gracilis |
|  |                      |

|  | Barbaridactylus grandis |
|  |                         |
|  | Nyctosaurus lamegoi     |
|  |                         |

|  | Nyctosaurus nanus    |
|  |                      |
|  | Nyctosaurus gracilis |
|  |                      |

|  | Alcione elainus   |
|  |                   |
|  | Simurghia robusta |
|  |                   |

|  | Barbaridactylus grandis |
|  |                         |
|  | Nyctosaurus lamegoi     |
|  |                         |

|  | Nyctosaurus nanus    |
|  |                      |
|  | Nyctosaurus gracilis |
|  |                      |

|  | Barbaridactylus grandis |
|  |                         |
|  | Nyctosaurus lamegoi     |
|  |                         |

|  | Nyctosaurus nanus    |
|  |                      |
|  | Nyctosaurus gracilis |
|  |                      |

|  | Barbaridactylus grandis |
|  |                         |
|  | Nyctosaurus lamegoi     |
|  |                         |

|  | Nyctosaurus nanus    |
|  |                      |
|  | Nyctosaurus gracilis |
|  |                      |

|  | Barbaridactylus grandis |
|  |                         |
|  | Nyctosaurus lamegoi     |
|  |                         |

|  | Nyctosaurus nanus    |
|  |                      |
|  | Nyctosaurus gracilis |
|  |                      |

|  | Alcione elainus   |
|  |                   |
|  | Simurghia robusta |
|  |                   |

|  | Barbaridactylus grandis |
|  |                         |
|  | Nyctosaurus lamegoi     |
|  |                         |

|  | Nyctosaurus nanus    |
|  |                      |
|  | Nyctosaurus gracilis |
|  |                      |

|  | Barbaridactylus grandis |
|  |                         |
|  | Nyctosaurus lamegoi     |
|  |                         |

|  | Nyctosaurus nanus    |
|  |                      |
|  | Nyctosaurus gracilis |
|  |                      |

|  | Barbaridactylus grandis |
|  |                         |
|  | Nyctosaurus lamegoi     |
|  |                         |

|  | Nyctosaurus nanus    |
|  |                      |
|  | Nyctosaurus gracilis |
|  |                      |

|  | Barbaridactylus grandis |
|  |                         |
|  | Nyctosaurus lamegoi     |
|  |                         |

|  | Nyctosaurus nanus    |
|  |                      |
|  | Nyctosaurus gracilis |
|  |                      |

|  | Alcione elainus   |
|  |                   |
|  | Simurghia robusta |
|  |                   |

|  | Barbaridactylus grandis |
|  |                         |
|  | Nyctosaurus lamegoi     |
|  |                         |

|  | Nyctosaurus nanus    |
|  |                      |
|  | Nyctosaurus gracilis |
|  |                      |

|  | Barbaridactylus grandis |
|  |                         |
|  | Nyctosaurus lamegoi     |
|  |                         |

|  | Nyctosaurus nanus    |
|  |                      |
|  | Nyctosaurus gracilis |
|  |                      |

|  | Barbaridactylus grandis |
|  |                         |
|  | Nyctosaurus lamegoi     |
|  |                         |

|  | Nyctosaurus nanus    |
|  |                      |
|  | Nyctosaurus gracilis |
|  |                      |

|  | Barbaridactylus grandis |
|  |                         |
|  | Nyctosaurus lamegoi     |
|  |                         |

|  | Nyctosaurus nanus    |
|  |                      |
|  | Nyctosaurus gracilis |
|  |                      |

|  | Alcione elainus   |
|  |                   |
|  | Simurghia robusta |
|  |                   |

|  | Barbaridactylus grandis |
|  |                         |
|  | Nyctosaurus lamegoi     |
|  |                         |

|  | Nyctosaurus nanus    |
|  |                      |
|  | Nyctosaurus gracilis |
|  |                      |

|  | Barbaridactylus grandis |
|  |                         |
|  | Nyctosaurus lamegoi     |
|  |                         |

|  | Nyctosaurus nanus    |
|  |                      |
|  | Nyctosaurus gracilis |
|  |                      |

|  | Barbaridactylus grandis |
|  |                         |
|  | Nyctosaurus lamegoi     |
|  |                         |

|  | Nyctosaurus nanus    |
|  |                      |
|  | Nyctosaurus gracilis |
|  |                      |

|  | Barbaridactylus grandis |
|  |                         |
|  | Nyctosaurus lamegoi     |
|  |                         |

|  | Nyctosaurus nanus    |
|  |                      |
|  | Nyctosaurus gracilis |
|  |                      |

|  | Alcione elainus   |
|  |                   |
|  | Simurghia robusta |
|  |                   |

|  | Barbaridactylus grandis |
|  |                         |
|  | Nyctosaurus lamegoi     |
|  |                         |

|  | Nyctosaurus nanus    |
|  |                      |
|  | Nyctosaurus gracilis |
|  |                      |

|  | Barbaridactylus grandis |
|  |                         |
|  | Nyctosaurus lamegoi     |
|  |                         |

|  | Nyctosaurus nanus    |
|  |                      |
|  | Nyctosaurus gracilis |
|  |                      |

|  | Barbaridactylus grandis |
|  |                         |
|  | Nyctosaurus lamegoi     |
|  |                         |

|  | Nyctosaurus nanus    |
|  |                      |
|  | Nyctosaurus gracilis |
|  |                      |

|  | Barbaridactylus grandis |
|  |                         |
|  | Nyctosaurus lamegoi     |
|  |                         |

|  | Nyctosaurus nanus    |
|  |                      |
|  | Nyctosaurus gracilis |
|  |                      |

|  | Alcione elainus   |
|  |                   |
|  | Simurghia robusta |
|  |                   |

|  | Barbaridactylus grandis |
|  |                         |
|  | Nyctosaurus lamegoi     |
|  |                         |

|  | Nyctosaurus nanus    |
|  |                      |
|  | Nyctosaurus gracilis |
|  |                      |

|  | Barbaridactylus grandis |
|  |                         |
|  | Nyctosaurus lamegoi     |
|  |                         |

|  | Nyctosaurus nanus    |
|  |                      |
|  | Nyctosaurus gracilis |
|  |                      |

|  | Barbaridactylus grandis |
|  |                         |
|  | Nyctosaurus lamegoi     |
|  |                         |

|  | Nyctosaurus nanus    |
|  |                      |
|  | Nyctosaurus gracilis |
|  |                      |

|  | Barbaridactylus grandis |
|  |                         |
|  | Nyctosaurus lamegoi     |
|  |                         |

|  | Nyctosaurus nanus    |
|  |                      |
|  | Nyctosaurus gracilis |
|  |                      |

|  | Alcione elainus   |
|  |                   |
|  | Simurghia robusta |
|  |                   |

|  | Barbaridactylus grandis |
|  |                         |
|  | Nyctosaurus lamegoi     |
|  |                         |

|  | Nyctosaurus nanus    |
|  |                      |
|  | Nyctosaurus gracilis |
|  |                      |

|  | Barbaridactylus grandis |
|  |                         |
|  | Nyctosaurus lamegoi     |
|  |                         |

|  | Nyctosaurus nanus    |
|  |                      |
|  | Nyctosaurus gracilis |
|  |                      |

|  | Barbaridactylus grandis |
|  |                         |
|  | Nyctosaurus lamegoi     |
|  |                         |

|  | Nyctosaurus nanus    |
|  |                      |
|  | Nyctosaurus gracilis |
|  |                      |

|  | Barbaridactylus grandis |
|  |                         |
|  | Nyctosaurus lamegoi     |
|  |                         |

|  | Nyctosaurus nanus    |
|  |                      |
|  | Nyctosaurus gracilis |
|  |                      |